# Bartolomeo Cristofori
Bartolomeo Cristofori di Francesco  (4. svibnja 1655. – 27. siječnja 1731.) venecijanski (talijanski) izrađivač glazbala, pripisuje mu se izum glasovira. 

## Životopis
Postoje izvori koji svjedoče o nadnevku rođenja i smrti Bartolomeja Cristoforija, zatim dvije oporuke, računi koje je izdao svojim zaposlenicima i jedan intervju kojega je s njim obavio Francesco Scipione. Očuvane su i bilješke koje je Scipione vodio tijekom razgovora i objavljeni članak.
Rođen je u Padovi u tadašnjoj Mletačkoj Republici. Ne postoje svjedočanstva o njegovu ranom životu, samo legende. 
Vjerojatno najvažnija prekretnica za Cristoforijev daljnji život je zaposlenje kod princa Ferdinanda Medici u dobi od 33 godine (1688.), što je zabilježeno u vrelima. Toskanski Princ Ferdinand III je bio ljubitelj glazbe i pokrovitelj (mecena) glazbenika. Nije pouzdano utvrđeno je li Bartolomej zaposlen samo kako bi održavao postojeću veliku zbirku glazbala koje je posjedovao princ ili mu je bio zadan inovatorski rad kojim će se proslaviti. Plaća koju je dogovorio bila je visoka (12 škuda mjesečno). 
Preselio je u Firencu u svibnju 1688. Iznajmio je namještenu kuću. Ugođavao je i održavao glazbala za princa, organizirao njihov prijevoz i radio restauraciji i inovacijama.
Do kraja stoljeća Cristofori je izumio dva glazbala s tipkama prije nego što je počeo raditi na sastavljanju glasovira. Ovi izumi su zabilježeni u inventaru glazbala u posjedu Princa Ferdinanda III iz 1700. godine. Ipak, nije moguće s potpunom sigurnošću tvrditi da su ova glazbala koja su prethodila glasoviru zbilja izvorno Bartolomejeva. 
Sudeći po intervjuu Francesca Scipionea, do 1711. Cristofori je izradio tri glasovira, od kojih je jedan bio dar obitelji Medici kardinalu Ottoboniju u Rimu, a dva su prodana u Firenci. 
Cristoforijev pokrovitelj, princ Ferdinad III, umro je u dobi od 50 godina (1713.). Nastavio je raditi za istu obitelj koju je i dalje vodio prinčev otac Cosimo III. Tijekom ranog 18. stoljeća opala je moć prinčeva Medicija pa je stoga Cristofori, poput mnogih drugih umjetnika, počeo prodavati svoja djela drugima. Portugalski kralj kupio je jedno od njegovih glazbala.
Jedini poznati portret Cristoforija je naslikan 1726. godine. Na njemu izumitelj stoji do glazbala za koje se s velikom sigurnošću može tvrditi da je glasovir. Portret nije očuvan, nego samo njegova fotografija. 
Cristofori je nastavio s gradnjom glasovira sve do smrti. U kasnim godinama pomagao mu je Giovanni Ferrini kojemu je u svojoj prvoj oporuci (s nadnevkom 24. siječnja 1729.) ostavio sve svoje alate. U drugoj oporuci datiranoj 23. ožujka iste godine izmijenio je prijašnju odluku ostavivši gotovo svu svoju imovinu sestrama Domenica Dal Mela kao naknadu za ustrajnu pomoć tijekom bolovanja te također iz milosrđa. Ferriniju je ostala mala svota od pet škuda.